# トレカーゼ
トレカーゼ（イタリア語: Trecase）は、イタリア共和国カンパニア州ナポリ県にある、人口約9,000人の基礎自治体（コムーネ）。

## 地理

### 位置・広がり
ヴェスヴィオ火山南麓に位置するコムーネ。県都ナポリからは東南東へ16kmの距離にある。

#### 隣接コムーネ
隣接するコムーネは以下の通り。
- ボスコトレカーゼ
- エルコラーノ
- オッタヴィアーノ
- トッレ・アンヌンツィアータ
- トッレ・デル・グレーコ